# Oligodon travancoricus
Espèce
Synonymes
- Oligodon travancoricum Beddome, 1877

Statut de conservation UICN

 DD  : Données insuffisantes
Oligodon travancoricus est une espèce de serpent de la famille des Colubridae.

## Répartition
Cette espèce est endémique d'Inde. Elle se rencontre dans les Ghâts occidentaux.

## Étymologie
Son nom d'espèce, travancoricus, lui a été donné en référence au lieu de sa découverte, les montagnes du Sud du Travancore, un ancien État princier se trouvant à l'emplacement actuel d'une partie du Kerala et du Tamil Nadu.

## Publication originale
- Beddome, 1878 "1877" : Descriptions of new reptiles from the Madras Presidency. Proceedings of the Zoological Society of London, vol. 1877, p. 685-686 (texte intégral).